# Stroombron

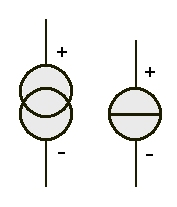
Schematische weergave van een stroombron. Het linker symbool is afgeleid van een vloeistofpomp met twee in tegengestelde richting draaiende tandwielen, die een vrijwel perfecte stroombron is.

Een (constante) stroombron is een elektrische schakeling die in staat is een elektrische stroom van constante sterkte te leveren, onafhankelijk van de aangesloten belasting (bijvoorbeeld de aangesloten weerstand). In de praktijk kan de stroom slechts binnen een beperkt bereik constant gehouden worden.
Stroombronnen worden onder meer gebruikt om oplaadbare batterijen te laden en bij TIG-lasapparaten. Een stroombron wordt gekenmerkt door een zeer grote inwendige weerstand.
Een ideale stroombron is een energiebron met een oneindig grote inwendige weerstand. Daarom moet op een ideale stroombron altijd een eindige belasting aangesloten zijn. Dit komt overeen met de eis dat een ideale spanningsbron nimmer mag worden kortgesloten.